# King and Queen of the Ring (2024)
King and Queen of the Ring 2024 року (укр. Король і Королева Рингу) — це шоу професійного реслінгу, організоване американською компанією WWE. Це було 12-е шоу «Король Рингу», але під новою назвою. Захід відбувся в суботу, 25 травня 2024 року, в «Jeddah Super Dome» в Джидді, Саудівська Аравія. Він транслювався за принципом PPV та наживо, а участь в ньому брали реслери з брендових підрозділів промоушену RAW та SmackDown. На шоу відбулися фінали 23-го турніру «Король Рингу» та другого турніру «Королева Рингу» (до того востаннє подібні турніри проходили у 2021 році).
Це був 11-й захід, який WWE провело в Саудівській Аравії в рамках 10-річного партнерства на підтримку Saudi Vision 2030 і перший турнір «Король Рингу», який відбувся за межами Сполучених Штатів. Спочатку було заплановано провести захід на тому ж місці в травні 2023 року, але плани змінилися і його замінили на Night of Champions. Це було перше повноцінне шоу «Король Рингу» (а не лише турнір) із серії з 2015 року, коли воно транслювалося в прямому ефірі виключно на каналі WWE Network. Також це перший прямий ефір даного шоу на Peacock в США, перше PPV-шоу для даної серії у з 2002 року і перший захід, присвячений турніру «Королева Рингу» (раніше відомий як Queen's Crown), який був заснований в 2021 році. У 2024 році, переможці кожного з турнірів отримали титульний матч за світовий титул чемпіона на SummerSlam.
На шоу було проведено шість поєдинків, в тому числі один на перед-шоу «Countdown to King and Queen of the Ring» (укр. Зворотний відлік до Короля та Королеви Рингу). У головній події Коді Роудс переміг Логана Пола і зберіг за собою Беззаперечне чемпіонство WWE. В інших видатних поєдинках представник бренду RAW Гюнтер переміг Ренді Ортона зі SmackDown і виграв турнір «Король Рингу» та отримав бій за титул чемпіона світу у важкій вазі на SummerSlam, Ная Джакс зі SmackDown перемогла Лайру Валькірію з RAW і виграла турнір «Королева Рингу» та отримала бій за титул чемпіонки WWE серед жінок (теж на SummerSlam), а у матчі-відкритті шоу Лів Морган перемогла Беккі Лінч і завоювала титул чемпіонки світу серед жінок.

## Сюжети
Шоу включало в себе 6 поєдинків, які стали результатом сценарних сюжетних ліній. Результати визначались сценаристами WWE на брендах RAW та SmackDown, а сюжетні лінії створювались на щотижневих телевізійних шоу WWE: Monday Night RAW та Friday Night SmackDown.
В епізоді SmackDown від 10 травня Б'янка Белер перемогла Кендіс ЛеРей і пройшла в турнір «Королева Рингу», незважаючи на втручання партнерки ЛеРей по команді Інді Гартвелл. Через два тижні Белер програла в півфіналі турніру, пошкодивши при цьому коліно. ЛеРей і Гартвелл висміювали травму Б'янки за лаштунками, поки на її захист не стала партнерка по команді Джейд Каргілл. Каргілл сказала, що поговорить з генеральним менеджером SmackDown Ніком Алдісом, після чого було оголошено, що Белер і Каргілл захищатимуть титули командних чемпіонок WWE проти ЛеРей і Гартвелл на перед-шоу під назвою Countdown To King and Queen of the Ring.
У випуску RAW від 22 квітня Гюнтер оголосив, що візьме участь у турнірі «Король Рингу», і став першим офіційним учасником. Того ж вечора про свою участь оголосили переможець турніру 2021 року Ксав'є Вудс і Дрю МакІнтайр. 3 травня в епізоді SmackDown про свою участь оголосили Кармело Хейз, Ел Ей Найт і Сантос Ескобар. Обидва турніри розпочались в епізоді RAW 6 травня, по три матчі першого раунду кожного турніру відбулися спочатку на RAW, а потім на SmackDown 10 травня. Решта чотири поєдинки відбудуться під час домашніх шоу WWE Live 11 та 12 травня, які, зазвичай, не є визначними для телевізійного продукту. У турнірній таблиці Вудса замінив його партнер по команді «Новий День» Кофі Кінгстон через травму ноги Вудса, отриману від Гюнтера (сюжетно). МакІнтайр також був замінений на Джея Усо, оскільки Дрю отримав реальну травму і не був вчасно допущений до змагань. Аску також замінила її партнерка по угрупованні Damage CTRL Дакота Кай через травму. Боббі Лешлі також не був допущений до змагань і був замінений своїм партнером по угрупованні «Прайд» Анджело Доукінсом. З аналогічної причини не була допущена до змагань переможниця турніру 2021 року Зеліна Вега і її замінила Максін Дюпрі. Під час виступу 23 травня на WWE Experience в Саудівській Аравії, керівник креативного відділу WWE Пол «Тріпл Ейч» Левек оголосив, що переможець і переможниця відповідних турнірів отримають матч за титул світового чемпіона свого бренду на SummerSlam.
В епізоді RAW від 22 квітня Беккі Лінч виграла батл-роял 14 жінок, здолавши останньою Лів Морган і здобула вакантний титул чемпіонки світу серед жінок. Наступного тижня, коли Лінч святкувала свою перемогу, її перервали Морган і Ная Джакс — це був останній вечір Наї у складі ростеру RAW, оскільки вона була обрана до складу SmackDown на драфті WWE 2024 року. Того ж вечора був запланований матч між Морган і Джакс, в якому Лів перемогла, що спонукало Лінч дати Морган титульний матч. Згодом титульний матч був запланований на шоу King & Queen of the Ring.
В епізоді RAW від 11 березня Семі Зейн виграв гаунтлет-матч, вибивши останнім Чада Ґейбла, і став претендентом номер один на Інтерконтинентальне чемпіонство на Реслманії XL. Протягом тижнів, що передували головному шоу року, Ґейбл тренував Зейна до його чемпіонського матчу, який він зрештою виграв. Дякуючи за допомогу від Ґейбла, Зейн надав Чаду титульний матч. Однак перед двобоєм Бронсон Рід попередив, що він піде за переможцем. Зейн переміг Ґейбла, зберігши титул, але після матчу Чад зійдснив хіл-терн напавши на Зейна, коли той святкував перемогу зі своєю сім'єю. Пізніше Ґейбл пояснив, що причиною його нападу було те, що він відчув неповагу з боку Зейна після того, як той приніс йому пояс чемпіона, коли він лежав у куті рингу, а також після того, як побачив, що Зейн святкує перемогу зі своєю сім'єю, чого Ґейбл не зміг зробити після програшу матчу за титул Інтерконтинентального чемпіона ще у вересні 2023 року. Після нападу Ріда, Зейн захищав свій титул від нього в епізоді 29 квітня, який Семі виграв по дискваліфікації після нападу Ґейбла. Наступного тижня уже Зейн напав на Ґейбла під час його матчу з Рідом, що привело до ще однієї дискваліфікації. Пізніше Зейн оголосив, що захищатиме свій титул проти Ґейбла та Ріда в тристоронньому матчі на King & Queen of the Ring, і пізніше був офіційно оголошений даний бій.
Після успішного захисту Беззаперечного чемпіонства WWE на Backlash France, Коді Роудс з'явився на наступному випуску SmackDown. Після представлення генеральним менеджером SmackDown Ніком Алдісом чемпіона, той оголосив, що наступним суперником Роудса буде чемпіон Сполучених Штатів Логан Пол, а матч «Чемпіон проти чемпіона» запланований на King & Queen of the Ring. На наступному випуску SmackDown від 17 квітня, відбулось емоційне підписання контракту на матч, під час якого з'ясувалось, що Пол відмовляється ставити на кін свій титул і готовий битися лише за чемпіонство WWE Коді. Роудс підписав нову версію контракту, після чого відбулася перепалка і сутичка між ним і Полом (також задіяні були прихильники Логана).

## Матчі
| №                                                                                           | Результати                                                                                      | Умови | Час   |
| ------------------------------------------------------------------------------------------- | ----------------------------------------------------------------------------------------------- | --- | ----- |
| 1P                                                                                          | Джейд Каргілл та Б'янка Белер (c) перемогли Кендіс ЛеРей та Інді Гартвелл утриманням опонентки. | Командний матч за Командне чемпіонство WWE серед жінок | 8:05  |
| 2                                                                                           | Лів Морган перемогла Беккі Лінч (c) утриманням опонентки.                                       | Одиночний матч за Чемпіонство світу серед жінок | 16:25 |
| 3                                                                                           | Семі Зейн (c) переміг Чада Ґейбла (з Отісом) та Бронсона Ріда утриманням опонента.              | Тристоронній матч за Інтерконтинентальне чемпіонство WWE | 13:40 |
| 4                                                                                           | Ная Джакс (SmackDown) перемогла Лайру Валькірію (RAW) утриманням опонентки.                     | Одиночний матч. Фінал турніру «Королева Рингу» Переможниця Джакс отримала матч за світове чемпіонство свого бренду - Чемпіонство WWE серед жінок на SummerSlam  | 9:40  |
| 5                                                                                           | Гюнтер (RAW) переміг Ренді Ортона (SmackDown) утриманням опонента.                              | Одиночний матч. Фінал турніру «Король Рингу» Переможець Гюнтер отримав матч за світове чемпіонство свого бренду - Чемпіонство світу у важкій вазі на SummerSlam | 21:50 |
| 6                                                                                           | Коді Роудс (c) переміг Логана Пола утриманням опонента.                                         | Одиночний матч за Беззаперечне чемпіонство WWE | 24:20 |
| \| (c) \| – чемпіон(-и) на момент старту поєдинку \| \| P \| – матч пройшов на перед-шоу \| |                                                                                                 | |       |
| (c)                                                                                         | – чемпіон(-и) на момент старту поєдинку                                                         | |       |
| P                                                                                           | – матч пройшов на перед-шоу                                                                     | |       |

## Турнір «Король Рингу» 2024 року
|  | Перший раунд (Raw, 6 травня) (SmackDown, 10 травня) (WWE Live, 11-12 травня) | Перший раунд (Raw, 6 травня) (SmackDown, 10 травня) (WWE Live, 11-12 травня) |               |               | Чвертьфінали (Raw, 13 травня) (SmackDown, 17 травня) | Чвертьфінали (Raw, 13 травня) (SmackDown, 17 травня) |  |  | Півфінали (Raw, 20 травня) (SmackDown, 24 травня) | Півфінали (Raw, 20 травня) (SmackDown, 24 травня) |  |  | Фінал (King and Queen of the Ring, 25 травня) | Фінал (King and Queen of the Ring, 25 травня) |  |
|  |                                                                              |                                                                              |               |               |                                                      |                                                      |  |  |                                                   |                                                   |  |  |                                               |                                               |  |
|  | Гюнтер                                                                       | Підкорення                                                                   |               |               |                                                      |                                                      |  |  |                                                   |                                                   |  |  |                                               |                                               |  |
|  | Гюнтер                                                                       | Підкорення                                                                   |               |               |                                                      |                                                      |  |  |                                                   |                                                   |  |  |                                               |                                               |  |
|  | Шеймус                                                                       | 21:05                                                                        |               |               |                                                      |                                                      |  |  |                                                   |                                                   |  |  |                                               |                                               |  |
|  | Шеймус                                                                       | 21:05                                                                        |               | Гюнтер        | Підкорення                                           |                                                      |  |  |                                                   |                                                   |  |  |                                               |                                               |  |
|  |                                                                              |                                                                              |               | Гюнтер        | Підкорення                                           |                                                      |  |  |                                                   |                                                   |  |  |                                               |                                               |  |
|  |                                                                              |                                                                              | Кофі Кінгстон | 13:50         |                                                      |                                                      |  |  |                                                   |                                                   |  |  |                                               |                                               |  |
|  | Кофі Кінгстон                                                                | Утримання                                                                    | Кофі Кінгстон | 13:50         |                                                      |                                                      |  |  |                                                   |                                                   |  |  |                                               |                                               |  |
|  | Кофі Кінгстон                                                                | Утримання                                                                    |               |               |                                                      |                                                      |  |  |                                                   |                                                   |  |  |                                               |                                               |  |
|  | Рей Містеріо                                                                 | [ 25 ]                                                                       |               |               |                                                      |                                                      |  |  |                                                   |                                                   |  |  |                                               |                                               |  |
|  | Рей Містеріо                                                                 | [ 25 ]                                                                       |               | Гюнтер        | Підкорення                                           |                                                      |  |  |                                                   |                                                   |  |  |                                               |                                               |  |
|  | Raw                                                                          |                                                                              |               | Гюнтер        | Підкорення                                           |                                                      |  |  |                                                   |                                                   |  |  |                                               |                                               |  |
|  |                                                                              |                                                                              | Джей Усо      | 17:40         |                                                      |                                                      |  |  |                                                   |                                                   |  |  |                                               |                                               |  |
|  | Рикошет                                                                      | 14:00                                                                        | Джей Усо      | 17:40         |                                                      |                                                      |  |  |                                                   |                                                   |  |  |                                               |                                               |  |
|  | Рикошет                                                                      | 14:00                                                                        |               |               |                                                      |                                                      |  |  |                                                   |                                                   |  |  |                                               |                                               |  |
|  | Ілья Драгунов                                                                | Утримання                                                                    |               |               |                                                      |                                                      |  |  |                                                   |                                                   |  |  |                                               |                                               |  |
|  | Ілья Драгунов                                                                | Утримання                                                                    |               | Ілья Драгунов | 13:15                                                |                                                      |  |  |                                                   |                                                   |  |  |                                               |                                               |  |
|  |                                                                              |                                                                              |               | Ілья Драгунов | 13:15                                                |                                                      |  |  |                                                   |                                                   |  |  |                                               |                                               |  |
|  |                                                                              |                                                                              | Джей Усо      | Утримання     |                                                      |                                                      |  |  |                                                   |                                                   |  |  |                                               |                                               |  |
|  | Джей Усо                                                                     | Утримання                                                                    | Джей Усо      | Утримання     |                                                      |                                                      |  |  |                                                   |                                                   |  |  |                                               |                                               |  |
|  | Джей Усо                                                                     | Утримання                                                                    |               |               |                                                      |                                                      |  |  |                                                   |                                                   |  |  |                                               |                                               |  |
|  | Фінн Балор                                                                   | 13:35                                                                        |               |               |                                                      |                                                      |  |  |                                                   |                                                   |  |  |                                               |                                               |  |
|  | Фінн Балор                                                                   | 13:35                                                                        |               | Гюнтер        | Утримання                                            |                                                      |  |  |                                                   |                                                   |  |  |                                               |                                               |  |
|  |                                                                              |                                                                              |               |               |                                                      |                                                      |  |  |                                                   |                                                   |  |  |                                               |                                               |  |
|  |                                                                              |                                                                              | Ренді Ортон   | 21:50         |                                                      |                                                      |  |  |                                                   |                                                   |  |  |                                               |                                               |  |
|  | Ей Джей Стайлз                                                               | 17:14                                                                        | Ренді Ортон   | 21:50         |                                                      |                                                      |  |  |                                                   |                                                   |  |  |                                               |                                               |  |
|  | Ей Джей Стайлз                                                               | 17:14                                                                        |               |               |                                                      |                                                      |  |  |                                                   |                                                   |  |  |                                               |                                               |  |
|  | Ренді Ортон                                                                  | Утримання                                                                    |               |               |                                                      |                                                      |  |  |                                                   |                                                   |  |  |                                               |                                               |  |
|  | Ренді Ортон                                                                  | Утримання                                                                    |               | Ренді Ортон   | Утримання                                            |                                                      |  |  |                                                   |                                                   |  |  |                                               |                                               |  |
|  |                                                                              |                                                                              |               | Ренді Ортон   | Утримання                                            |                                                      |  |  |                                                   |                                                   |  |  |                                               |                                               |  |
|  |                                                                              |                                                                              | Кармело Хейз  | 10:38         |                                                      |                                                      |  |  |                                                   |                                                   |  |  |                                               |                                               |  |
|  | Барон Корбін                                                                 | 6:17                                                                         | Кармело Хейз  | 10:38         |                                                      |                                                      |  |  |                                                   |                                                   |  |  |                                               |                                               |  |
|  | Барон Корбін                                                                 | 6:17                                                                         |               |               |                                                      |                                                      |  |  |                                                   |                                                   |  |  |                                               |                                               |  |
|  | Кармело Хейз                                                                 | Утримання                                                                    |               |               |                                                      |                                                      |  |  |                                                   |                                                   |  |  |                                               |                                               |  |
|  | Кармело Хейз                                                                 | Утримання                                                                    |               | Ренді Ортон   | Утримання                                            |                                                      |  |  |                                                   |                                                   |  |  |                                               |                                               |  |
|  | SmackDown                                                                    |                                                                              |               | Ренді Ортон   | Утримання                                            |                                                      |  |  |                                                   |                                                   |  |  |                                               |                                               |  |
|  |                                                                              |                                                                              | Тама Тонга    | 13:58         |                                                      |                                                      |  |  |                                                   |                                                   |  |  |                                               |                                               |  |
|  | Ел Ей Найт                                                                   | Утримання                                                                    | Тама Тонга    | 13:58         |                                                      |                                                      |  |  |                                                   |                                                   |  |  |                                               |                                               |  |
|  | Ел Ей Найт                                                                   | Утримання                                                                    |               |               |                                                      |                                                      |  |  |                                                   |                                                   |  |  |                                               |                                               |  |
|  | Сантос Ескобар                                                               | [ 27 ]                                                                       |               |               |                                                      |                                                      |  |  |                                                   |                                                   |  |  |                                               |                                               |  |
|  | Сантос Ескобар                                                               | [ 27 ]                                                                       |               | Ел Ей Найт    | 8:43                                                 |                                                      |  |  |                                                   |                                                   |  |  |                                               |                                               |  |
|  |                                                                              |                                                                              |               | Ел Ей Найт    | 8:43                                                 |                                                      |  |  |                                                   |                                                   |  |  |                                               |                                               |  |
|  |                                                                              |                                                                              | Тама Тонга    | Утримання     |                                                      |                                                      |  |  |                                                   |                                                   |  |  |                                               |                                               |  |
|  | Анджело Доукінс                                                              | 2:28                                                                         | Тама Тонга    | Утримання     |                                                      |                                                      |  |  |                                                   |                                                   |  |  |                                               |                                               |  |
|  | Анджело Доукінс                                                              | 2:28                                                                         |               |               |                                                      |                                                      |  |  |                                                   |                                                   |  |  |                                               |                                               |  |
|  | Тама Тонга                                                                   | Утримання                                                                    |               |               |                                                      |                                                      |  |  |                                                   |                                                   |  |  |                                               |                                               |  |

## Турнір «Королева Рингу» 2024 року
|  | Перший раунд (Raw, 6 травня) (SmackDown, 10 травня) (WWE Live, 11-12 травня) | Перший раунд (Raw, 6 травня) (SmackDown, 10 травня) (WWE Live, 11-12 травня) |                 |                  | Чвертьфінали (Raw, 13 травня) (SmackDown, 17 травня) | Чвертьфінали (Raw, 13 травня) (SmackDown, 17 травня) |  |  | Півфінали (Raw, 20 травня) (SmackDown, 24 травня) | Півфінали (Raw, 20 травня) (SmackDown, 24 травня) |  |  | Фінал (King and Queen of the Ring, 25 травня) | Фінал (King and Queen of the Ring, 25 травня) |  |
|  |                                                                              |                                                                              |                 |                  |                                                      |                                                      |  |  |                                                   |                                                   |  |  |                                               |                                               |  |
|  | Шейна Базлер                                                                 | Підкорення                                                                   |                 |                  |                                                      |                                                      |  |  |                                                   |                                                   |  |  |                                               |                                               |  |
|  | Шейна Базлер                                                                 | Підкорення                                                                   |                 |                  |                                                      |                                                      |  |  |                                                   |                                                   |  |  |                                               |                                               |  |
|  | Максін Дюпрі                                                                 | [ 28 ]                                                                       |                 |                  |                                                      |                                                      |  |  |                                                   |                                                   |  |  |                                               |                                               |  |
|  | Максін Дюпрі                                                                 | [ 28 ]                                                                       |                 | Шейна Базлер     | 10:00                                                |                                                      |  |  |                                                   |                                                   |  |  |                                               |                                               |  |
|  |                                                                              |                                                                              |                 | Шейна Базлер     | 10:00                                                |                                                      |  |  |                                                   |                                                   |  |  |                                               |                                               |  |
|  |                                                                              |                                                                              | Ійо Скай        | Утримання        |                                                      |                                                      |  |  |                                                   |                                                   |  |  |                                               |                                               |  |
|  | Ійо Скай                                                                     | Утримання                                                                    | Ійо Скай        | Утримання        |                                                      |                                                      |  |  |                                                   |                                                   |  |  |                                               |                                               |  |
|  | Ійо Скай                                                                     | Утримання                                                                    |                 |                  |                                                      |                                                      |  |  |                                                   |                                                   |  |  |                                               |                                               |  |
|  | Наталья                                                                      | 10:20                                                                        |                 |                  |                                                      |                                                      |  |  |                                                   |                                                   |  |  |                                               |                                               |  |
|  | Наталья                                                                      | 10:20                                                                        |                 | Ійо Скай         | 19:15                                                |                                                      |  |  |                                                   |                                                   |  |  |                                               |                                               |  |
|  | Raw                                                                          |                                                                              |                 | Ійо Скай         | 19:15                                                |                                                      |  |  |                                                   |                                                   |  |  |                                               |                                               |  |
|  |                                                                              |                                                                              | Лайра Валькірія | Утримання        |                                                      |                                                      |  |  |                                                   |                                                   |  |  |                                               |                                               |  |
|  | Дакота Кай                                                                   | 8:50                                                                         | Лайра Валькірія | Утримання        |                                                      |                                                      |  |  |                                                   |                                                   |  |  |                                               |                                               |  |
|  | Дакота Кай                                                                   | 8:50                                                                         |                 |                  |                                                      |                                                      |  |  |                                                   |                                                   |  |  |                                               |                                               |  |
|  | Лайра Валькірія                                                              | Утримання                                                                    |                 |                  |                                                      |                                                      |  |  |                                                   |                                                   |  |  |                                               |                                               |  |
|  | Лайра Валькірія                                                              | Утримання                                                                    |                 | Лайра Валькірія  | Утримання                                            |                                                      |  |  |                                                   |                                                   |  |  |                                               |                                               |  |
|  |                                                                              |                                                                              |                 | Лайра Валькірія  | Утримання                                            |                                                      |  |  |                                                   |                                                   |  |  |                                               |                                               |  |
|  |                                                                              |                                                                              | Зої Старк       | 9:00             |                                                      |                                                      |  |  |                                                   |                                                   |  |  |                                               |                                               |  |
|  | Айві Найл                                                                    | 5:20                                                                         | Зої Старк       | 9:00             |                                                      |                                                      |  |  |                                                   |                                                   |  |  |                                               |                                               |  |
|  | Айві Найл                                                                    | 5:20                                                                         |                 |                  |                                                      |                                                      |  |  |                                                   |                                                   |  |  |                                               |                                               |  |
|  | Зої Старк                                                                    | Утримання                                                                    |                 |                  |                                                      |                                                      |  |  |                                                   |                                                   |  |  |                                               |                                               |  |
|  | Зої Старк                                                                    | Утримання                                                                    |                 | Лайра Валькірія  | 9:40                                                 |                                                      |  |  |                                                   |                                                   |  |  |                                               |                                               |  |
|  |                                                                              |                                                                              |                 |                  |                                                      |                                                      |  |  |                                                   |                                                   |  |  |                                               |                                               |  |
|  |                                                                              |                                                                              | Ная Джакс       | Утримання        |                                                      |                                                      |  |  |                                                   |                                                   |  |  |                                               |                                               |  |
|  | Наомі                                                                        | 8:21                                                                         | Ная Джакс       | Утримання        |                                                      |                                                      |  |  |                                                   |                                                   |  |  |                                               |                                               |  |
|  | Наомі                                                                        | 8:21                                                                         |                 |                  |                                                      |                                                      |  |  |                                                   |                                                   |  |  |                                               |                                               |  |
|  | Ная Джакс                                                                    | Утримання                                                                    |                 |                  |                                                      |                                                      |  |  |                                                   |                                                   |  |  |                                               |                                               |  |
|  | Ная Джакс                                                                    | Утримання                                                                    |                 | Ная Джакс        | Дискваліфікація                                      |                                                      |  |  |                                                   |                                                   |  |  |                                               |                                               |  |
|  |                                                                              |                                                                              |                 | Ная Джакс        | Дискваліфікація                                      |                                                      |  |  |                                                   |                                                   |  |  |                                               |                                               |  |
|  |                                                                              |                                                                              | Джейд Каргілл   | 2:37             |                                                      |                                                      |  |  |                                                   |                                                   |  |  |                                               |                                               |  |
|  | Джейд Каргілл                                                                | Утримання                                                                    | Джейд Каргілл   | 2:37             |                                                      |                                                      |  |  |                                                   |                                                   |  |  |                                               |                                               |  |
|  | Джейд Каргілл                                                                | Утримання                                                                    |                 |                  |                                                      |                                                      |  |  |                                                   |                                                   |  |  |                                               |                                               |  |
|  | Пайпер Нівен                                                                 | 5:23                                                                         |                 |                  |                                                      |                                                      |  |  |                                                   |                                                   |  |  |                                               |                                               |  |
|  | Пайпер Нівен                                                                 | 5:23                                                                         |                 | Ная Джакс        | Утримання                                            |                                                      |  |  |                                                   |                                                   |  |  |                                               |                                               |  |
|  | SmackDown                                                                    |                                                                              |                 | Ная Джакс        | Утримання                                            |                                                      |  |  |                                                   |                                                   |  |  |                                               |                                               |  |
|  |                                                                              |                                                                              | Б'янка Белер    | 11:37            |                                                      |                                                      |  |  |                                                   |                                                   |  |  |                                               |                                               |  |
|  | Мічін                                                                        | [ 29 ]                                                                       | Б'янка Белер    | 11:37            |                                                      |                                                      |  |  |                                                   |                                                   |  |  |                                               |                                               |  |
|  | Мічін                                                                        | [ 29 ]                                                                       |                 |                  |                                                      |                                                      |  |  |                                                   |                                                   |  |  |                                               |                                               |  |
|  | Тіффані Страттон                                                             | Утримання                                                                    |                 |                  |                                                      |                                                      |  |  |                                                   |                                                   |  |  |                                               |                                               |  |
|  | Тіффані Страттон                                                             | Утримання                                                                    |                 | Тіффані Страттон | 13:28                                                |                                                      |  |  |                                                   |                                                   |  |  |                                               |                                               |  |
|  |                                                                              |                                                                              |                 | Тіффані Страттон | 13:28                                                |                                                      |  |  |                                                   |                                                   |  |  |                                               |                                               |  |
|  |                                                                              |                                                                              | Б'янка Белер    | Утримання        |                                                      |                                                      |  |  |                                                   |                                                   |  |  |                                               |                                               |  |
|  | Б'янка Белер                                                                 | Утримання                                                                    | Б'янка Белер    | Утримання        |                                                      |                                                      |  |  |                                                   |                                                   |  |  |                                               |                                               |  |
|  | Б'янка Белер                                                                 | Утримання                                                                    |                 |                  |                                                      |                                                      |  |  |                                                   |                                                   |  |  |                                               |                                               |  |
|  | Кендіс ЛеРей                                                                 | 2:48                                                                         |                 |                  |                                                      |                                                      |  |  |                                                   |                                                   |  |  |                                               |                                               |  |